# Uropoda cubaensis
Uropoda cubaensis es una especie de arácnido del orden Mesostigmata de la familia Uropodidae.

## Distribución geográfica
Se encuentra en Cuba.